# Małopolska Inspekcja Etapowa
Małopolska Inspekcja Etapowa – organ kierowniczy służby etapowej Wojska Polskiego w okresie demobilizacji.

## Formowanie i zmiany organizacyjne
Małopolska Inspekcja Etapowa Okręgu Demobilizacyjnego 6 Armii powstała w grudniu 1920 roku z przemianowania Małopolskiego Dowództwa Okręgu Etapowego 6 Armii.
Celem zwolnienia wojsk liniowych ze służby w kordonie oraz celem szczelnego zamknięcia granicy państwowej i zlikwidowania zjawiska samowolnej repatriacji, Ministerstwo Spraw Wojskowych zarządziło obsadzenie Kordonu Granicznego Naczelnego Dowództwa Wojska Polskiego Batalionami Etapowymi i przekazało kierowanie służbą kordonową inspekcjom etapowym.
Rozkaz organizacyjny nr 2 Wołyńskiej Inspekcji Etapowej z 19 marca 1921 określa przebieg granicy państwa na froncie 6 Armii, podział kordonu na pododcinki, numerację i podległość tychże.

## Struktura organizacyjna
- Dowództwo Małopolskiej IE Kowel[2]
  - pododcinek kordonowy nr 1
  - pododcinek kordonowy nr 2